# Neonomius
Neonomius is een geslacht van kevers uit de familie van de loopkevers (Carabidae). De wetenschappelijke naam van het geslacht is voor het eerst geldig gepubliceerd in 1963 door Moore.

## Soorten
Het geslacht Neonomius omvat de volgende soorten:
- Neonomius australis (Sloane, 1915)
- Neonomius laevicollis (Sloane, 1915)
- Neonomius laticollis (Sloane, 1900)